# Eugen Baumann
Eugen Baumann (12 décembre 1846, Cannstatt – 3 novembre 1896, Fribourg-en-Brisgau) est un chimiste allemand. Il est l'un des premiers à synthétiser le PVC, est précurseur dans la synthèse des anesthésiques et découvre, en collaboration avec Carl Schotten (de), la réaction de Schotten-Baumann.

## Biographie
Baumann étudie à l'école polytechnique de Stuttgart (avec une spécialisation en chimie), tout en étant formé à la pharmacopée par son père. Par la suite, il assiste aux conférences de Hermann von Fehling à l'Université de Stuttgart.
Pour parfaire ses connaissances, il devient apprenti-pharmacien à Lübeck puis à Göteborg. Enfin, il reprend ses études de pharmacie à l'université de Tübingen, passe sa licence en 1870 et soutient sa thèse de doctorat en 1872 sous la direction de Felix Hoppe-Seyler. Il suit ce dernier à l'université de Strasbourg, et y passe sa thèse d'habilitation en 1876. En 1877, il devient docteur honoris causa en médecine et prend la tête du département de chimie de l'institut physiologique de Berlin, dirigé par Emil du Bois-Reymond. En 1882, il y devient professeur associé de médecine, puis l'année d'après y obtient la chaire de médecine à l'Université de Fribourg. En 1884, il est élu membre de l'Académie nationale des Sciences Leopoldina. En 1890-91, il devient doyen de la faculté de médecine.
En 1895, Il reprend avec Albrecht Kossel la direction du journal de Hoppe-Seyler, Zeitschrift für Physiologische Chemie.
Il épouse en 1883 Theresa Kopp, fille du chimiste Hermann Kopp, qui lui donne cinq enfants. Il meurt d'une crise cardiaque en 1896, à l'âge de 49 ans.

## Recherches
Il commence ses travaux biochimie par l'étude des composés organosulfurés de l'urine, en particulier la cystine et les thiocétones. Il identifia comme la source des composés aromatiques de l'urine certains acides aminés, dont la tyrosine. Il a stimulé la pharmacopée grâce à la synthèse des thioacétals et thiocétals, substances qui furent ensuite utilisées en anesthésie (sulfonométhane (en), tétronal (en), trional). Avec ses collaborateurs, il parvient à démontrer que la thyroxine est la substance active de la thyroïde. Il a identifié les acides sulfuriques conjugués dans l'urine, et a trouvé le sulfonal (de) (diéthylsulfondiméthylméthane), un somnifère. Avec son élève Wolkow, il a découvre l'acide homogentisique dans l'urine d'un alcaptonurique et la relie au métabolisme de la tyrosine.
À l'institut de physiologie, en collaboration avec Carl Schotten, Baumann utilise le chlorure de benzoyle pour la caractérisation des groupes amino et hydroxyle. Il découvre ainsi une méthode pour synthétiser des amides à partir d'amines et de chlorure d'acyle. connue depuis sous le nom de réaction de Schotten-Baumann.

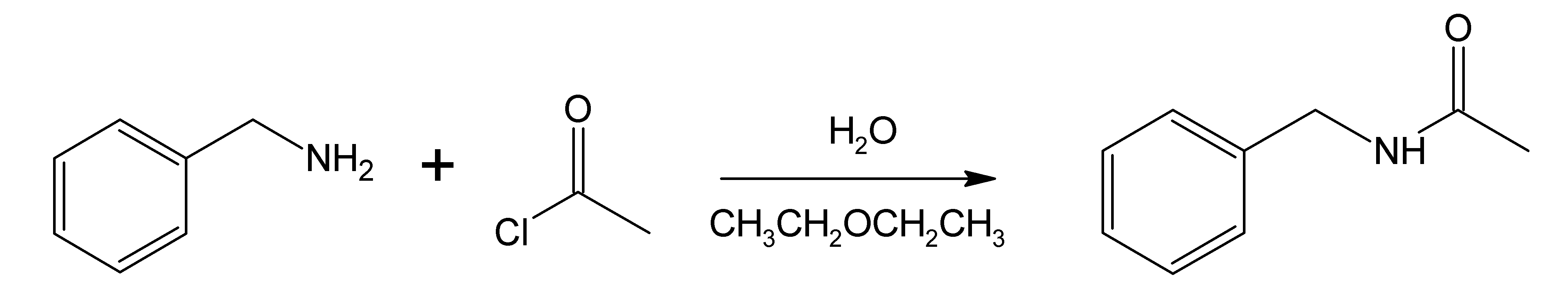
Un exemple de réaction de Schotten-Baumann : action de la benzylamine sur le chlorure d'acétyle.